# Mona, l'étoile sans nom
Pour plus de détails, voir Fiche technique et Distribution.
Mona, l'étoile sans nom est un film franco-roumain réalisé par Henri Colpi et sorti en 1966, adaptation de la pièce du dramaturge roumain Mihail Sebastian «L'étoile sans nom».

## Synopsis
La tranquillité d'une bourgade roumaine est bouleversée par l'arrivée d'une belle inconnue coïncidant avec la découverte d'une nouvelle étoile par un modeste professeur d’astronomie.

## Fiche technique
- Titre original : Mona, l’étoile sans nom
- Titre roumain : Steaua fără nume
- Titre anglais : The Nameless Star
- Réalisation : Henri Colpi
- Scénario : Henri Colpi d’après la pièce de théâtre de Mihail Sebastian, L’Étoile sans nom (Steaua fără nume, 1944)
- Adaptation : Henri Colpi
- Dialogues : François Billetdoux, Henri Colpi
- Photographie : Aurel Samson
- Montage : Jasmine Chasney
- Musique : Georges Delerue
- Décors : Ion Oroveanu
- Producteur délégué : Anatole Dauman
- Directeurs de production : Anatole Dauman, Claude Sluys
- Sociétés de production[1],[2] : Argos Films (France), Cocinor (France), Les Films Marceau (France), Les Films Luciana (Roumanie), Studioul Cinematografic București (Roumanie)
- Sociétés de distribution : Cocinor (distributeur d'origine, France)[3], Argos Films (France)[4]
- Pays d’origine :  France,  Roumanie
- Langue originale : français
- Format : noir et blanc et couleur — 35 mm — 1,66:1 — son monophonique
- Genre : comédie dramatique
- Durée : 85 minutes
- Dates de sortie :
  - États-Unis : octobre 1966
  - Allemagne de l'Est : 23 décembre 1966
  - France : 30 août 1967
- Classification et visa CNC : mention « tous publics », visa d'exploitation no 30912 délivré le 6 octobre 1966

## Distribution
- Marina Vlady : Mona
- Claude Rich : le professeur Miroiu
- Chris Avram : Grig, l'amant
- Franz Kaller : Ichim
- Eugenia Popovici : Domnișoara
- Grigore Vasiliu Birlic : Udrea

## Production

### Scénario et dialogues
Marina Vlady : « Mona, l’étoile dans nom : beau titre pour cette belle histoire simple. Toute la subtilité de l’œuvre tient tant dans les dialogues et la confrontation de deux caractères radicalement opposés. Lui (interprété par un Claude Rich au sommet de son art) est un doux, timide et délicat, qui, au contact de la tigresse, laisse éclater une passion qu’il a toujours contenue. Elle est une femme gâtée, superficielle, qui s’ennuie dans une vie trop facile, et qui découvre au creux des bras du tendre rêveur un monde inconnu, éblouissant : la nuit constellée de myriades de planètes scintillantes. »

### Tournage
- Période de prises de vue : 13 octobre 1965 au 8 janvier 1966[6].
- Intérieurs : studios Barrandov[5] à Prague (République tchèque) et Studios Mediapro Pictures (Bucharest Film Studios)[7] à Buftea (Roumanie).
- Extérieurs en Roumanie : Brașov, Râșnov, Sinaia, Târgoviște.
- Marina Vlady[5] : « Elle [Mona] qui n’a jamais levé les yeux vers le ciel l’écoute [le professeur] lui raconter l’épopée des grandes découvertes humaines… Cette longue scène principale, nous l’avons naturellement tournée en studio. Car seul l’artifice permet de filmer en même temps deux acteurs à moitié nus dans un jardin et sous une voûte digne des plus brillantes nuits du Pacifique. […] Notre chef opérateur, Aurel Samson, avait fait des miracles, et le décorateur Oroveanu avait créé un jardin extraordinaire sur le plus grand des plateaux du studio Barrandov. »

### Musique
Marina Vlady : « C’est Georges Delerue qui avait composé la musique sur laquelle j’ai dansé avec allégresse plusieurs jours durant… »
La compilation Le Bestiaire d'amour des musiques composées par Georges Delerue pour les deux film Le Bestiaire d'amour de Gérald Calderon (1965) et Mona, l'étoile sans nom a été éditée en CD par les éditions canadiennes Disques Cinémusique en 2017. Sur les 20 titres, 2 sont seulement consacrés à Mona : Suite I (4:57) et Suite II (4:40), mais on constate que la durée totale, soit 9:37, correspond pratiquement au résultat (8:80) de l'addition des 6 titres du 45 tours Barclay. Les Disques Cinémusique précisent : « Bien que la musique de Delerue ait été préservée sur un maxi 45 tours à l’époque, seul le bref Générique du début a été réédité en numérique sur plusieurs compilations consacrées au compositeur. Nous avons reconstitué le contenu intégral de ce 45 tours d’une dizaine de minutes qui représente en fait la quasi-totalité de la bande originale. Privilégier la qualité au lieu de la quantité, tel était un des principes chers à Henri Colpi ». La différence de 17 secondes peut être imputée à l'échantillonnage  numérique effectué par Robert Lafond pour la compilation Le Bestiaire d'amour.  

## Accueil
Marina Vlady : « C'est dans un climat d’euphorie que nous avons fait ce film qui restera parmi mes préférés, même si, malheureusement, il n’obtient aucun succès en France. Je pense qu’Henri Colpi était hors du temps, hors des mondes, mais qu'il a réalisé là une des plus belles œuvres du cinéma. Trop tôt ou trop hors-norme ? »